# Футбольная федерация Гамбии
Футбольная федерация Га́мбии (англ. Gambia Football Association) — организация, осуществляющая контроль и управление футболом в Гамбии. Располагается в Банжуле. АФГ основана в 1952 году, вступила в КАФ в 1966 году, а ФИФА — в 1968 году. В 1975 году стала членом-основателем Западноафриканского футбольного союза. Ассоциация организует деятельность и управляет национальными сборными по футболу (мужской, женской, молодёжными). Под эгидой ассоциации проводится чемпионат страны и многие другие соревнования.